# Дьявол (фильм, 1963)
«Дьявол» (итал. Il diavolo) — итальянская чёрно-белая кинокомедия 1963 года режиссёра Джана Луиджи Полидоро. Фильм получил премию «Золотой медведь» на ХІІІ Берлинском международном кинофестивале в 1963 году.

## Сюжет
Итальянский купец меха Амедео Феретти (Альберто Сорди) едет на поезде до Стокгольма на аукцион. После прочтения рекламных проспектов и разговора с профессором-физиком на пароме из Дании в Швецию он воспламеняется желанием ближе узнать природу таких свободных шведских женщин. Совокупность непредсказуемых обстоятельств вызывает целый ряд комических недоразумений.